# Haus Eltingmühle

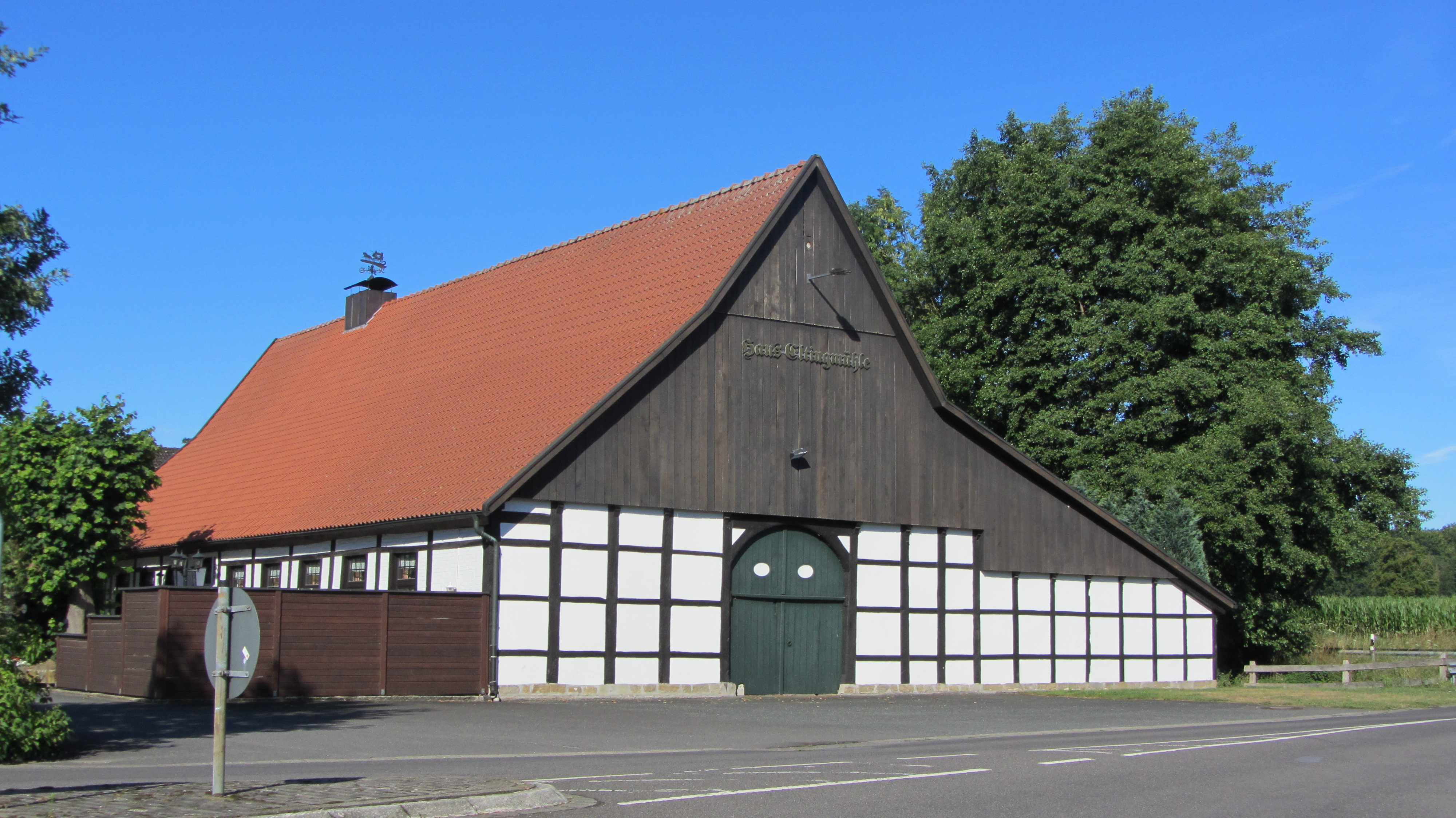
Haus Eltingmühle

Das Haus Eltingmühle im Grevener Ortsteil Schmedehausen im Münsterland war wohl eine alte Schmiede.

## Geschichte
In der alten Bezeichnung für Schmedehausen, „Smithehuson“ ist bereits der deutliche Hinweis auf Schmide abzulesen. Diese stand an der alten Osnabrücker Landstraße, einer wichtigen Handelsstraße zwischen Münster und Osnabrück.
Etwa um 1200 wurde in Schmedehausen die Grenze zwischen dem Hochstift Münster und der Grafschaft Tecklenburg festgelegt. Eine fürstbischöfliche Zollstation entstand an der Grenze, dem  Eltingmühlenbach. Aus der Notwendigkeit, dass Reisende und Handeltreibende dort verweilen mussten, entwickelte sich eine Schankwirtschaft und ein Übernachtungsgewerbe. Außerdem hatte das Haus Eltingmühle Staurecht. Die Wasserkraft wurde zum Betrieb einer Sägemühle genutzt. Das Restaurant besteht bis heute.